# Pieter Winsemius
Pieter Winsemius (ur. 7 marca 1942 w Voorburgu) – holenderski polityk, fizyk i nauczyciel akademicki, minister mieszkalnictwa, planowania przestrzennego i środowiska (1982–1986, 2006–2007).

## Życiorys
Absolwent fizyki na Uniwersytecie w Lejdzie. Doktoryzował się na tej samej uczelni w 1973. Kształcił się również w Stanford Graduate School of Business (absolwent studiów podyplomowych MBA z 1975). Był pracownikiem naukowym fundacji Stichting voor Fundamenteel Onderzoek der Materie, a w latach 1975–1982 przedsiębiorstwa konsultingowego McKinsey & Company w Amsterdamie.
W listopadzie 1982 z rekomendacji Partii Ludowej na rzecz Wolności i Demokracji (VVD) objął urząd ministra mieszkalnictwa, planowania przestrzennego i środowiska w rządzie Ruuda Lubbersa, który sprawował do lipca 1986. Następnie powrócił do McKinsey & Company, gdzie do 2002 pełnił funkcję partnera tego przedsiębiorstwa. W 1999 objął stanowisko profesora zarządzania na Uniwersytecie w Tilburgu, a w 2003 został członkiem Rady Naukowej ds. Polityki Rządu (WRR).
Od września 2006 do lutego 2007 po raz drugi wykonywał obowiązki  ministra mieszkalnictwa, planowania przestrzennego i środowiska w gabinecie Jana Petera Balkenende, powracając następnie do działalności naukowej.
Odznaczony Orderem Lwa Niderlandzkiego III klasy (1986) oraz Orderem Oranje-Nassau III klasy (2012). Wyróżniony tytułem doktora honoris causa Uniwersytetu Technicznego w Delfcie (2002).